# Hiweed
Hiweed este o distribuție de Linux în limba chineză, bazată pe Debian.